# Choroszcz
Choroszcz è un comune urbano-rurale polacco del distretto di Białystok, nel voivodato della Podlachia.
Ricopre una superficie di 163,5 km² e nel 2004 contava 12 703 abitanti.